# Irina Pervushina
Irina Pervushina, née le 1er avril 1942, est une gymnaste artistique soviétique. 

## Palmarès

### Championnats du monde
- Prague 1962
  -  médaille d'or au concours par équipes
  -  médaille d'or aux barres asymétriques
  -  médaille d'argent au sol
  -  médaille de bronze au concours général individuel